# Stelis umbelliformis
Stelis umbelliformis är en orkidéart som beskrevs av Henry August Hespenheide och Robert Louis Dressler. Stelis umbelliformis ingår i släktet Stelis och familjen orkidéer.

## Underarter
Arten delas in i följande underarter:
- S. u. brevipedunculata
- S. u. umbelliformis